# Paragomphus lineatus
Paragomphus lineatus là loài chuồn chuồn trong họ Gomphidae. Loài này được Selys mô tả khoa học đầu tiên năm 1850.

## Hình ảnh

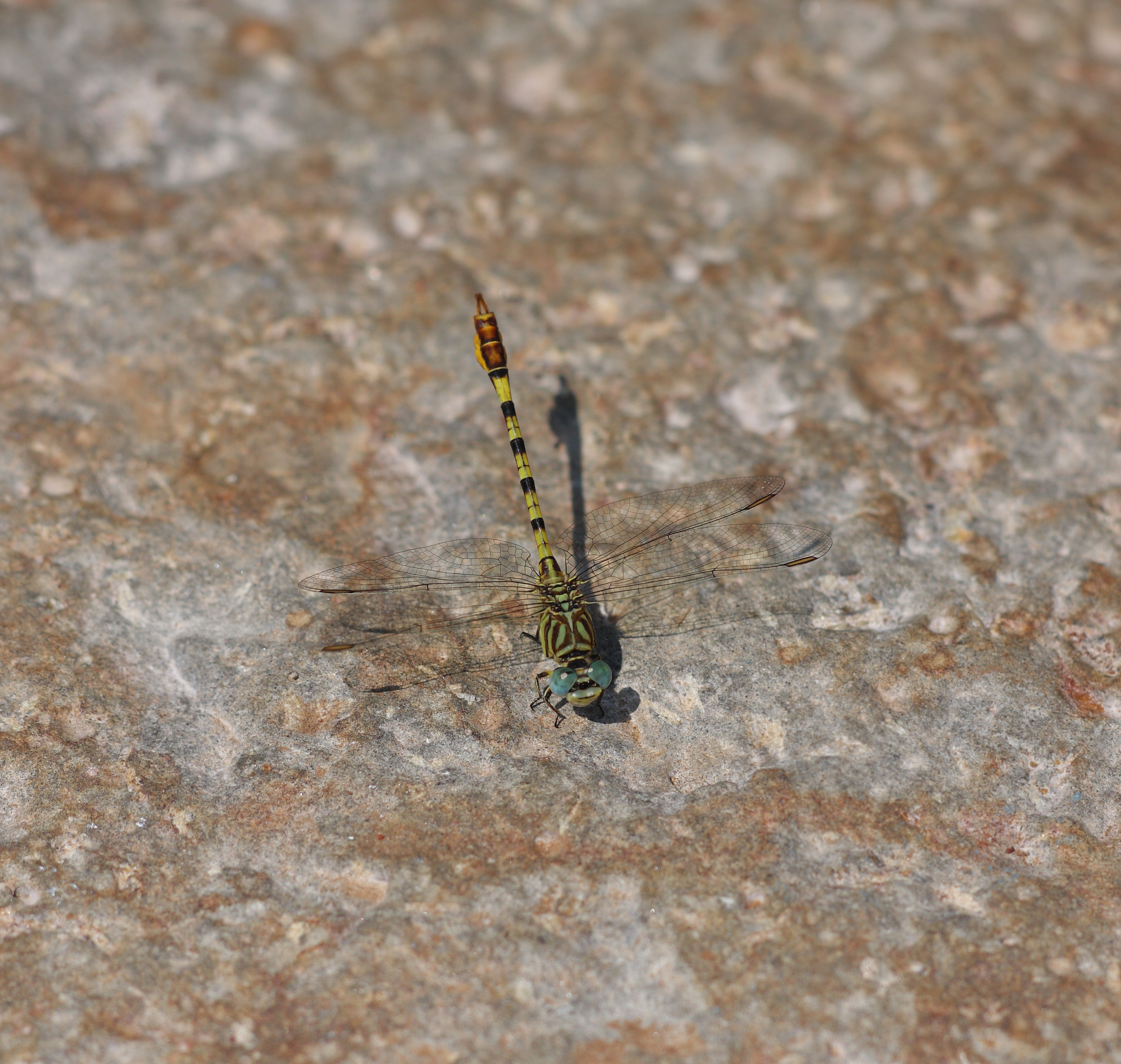
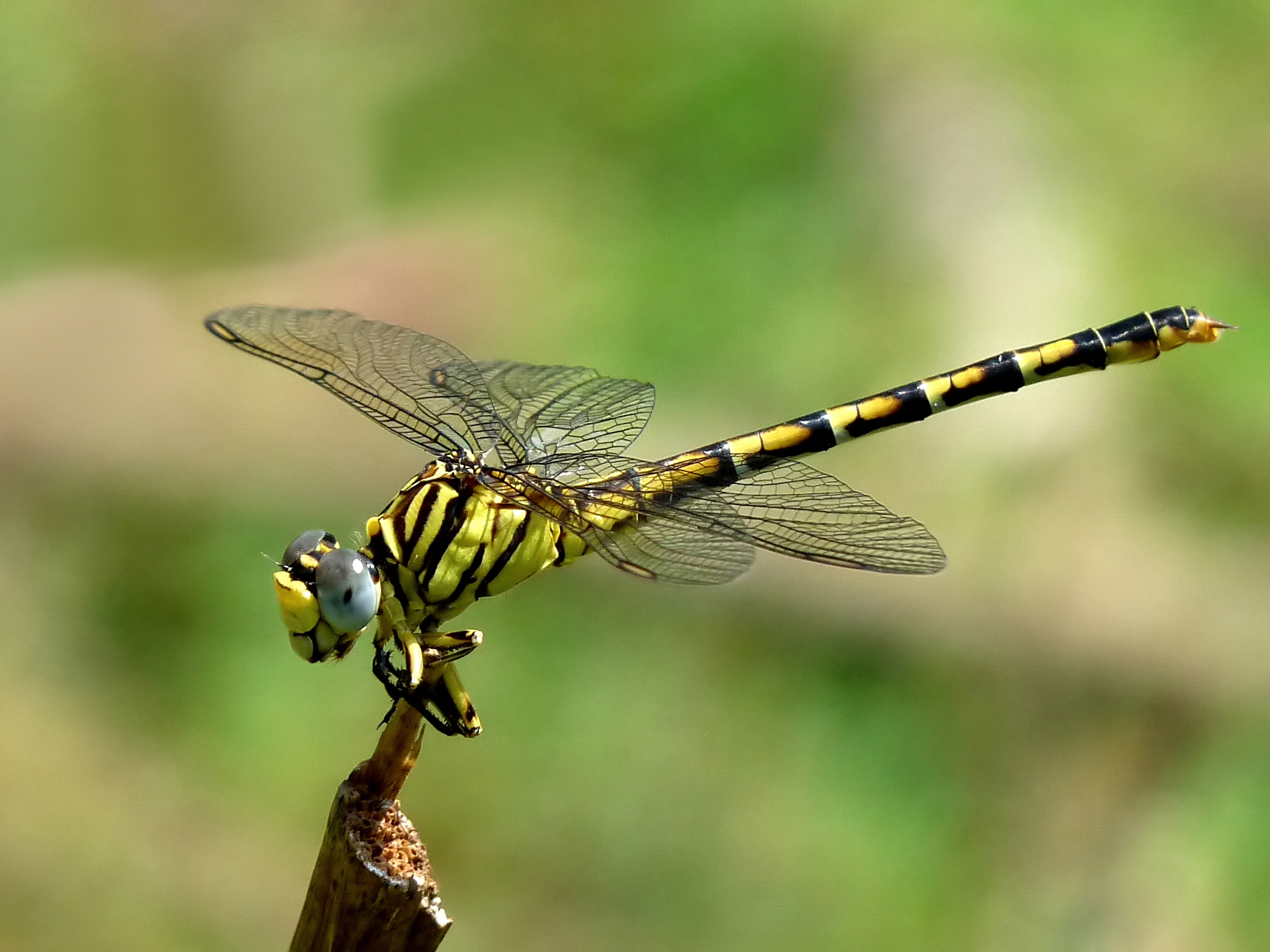
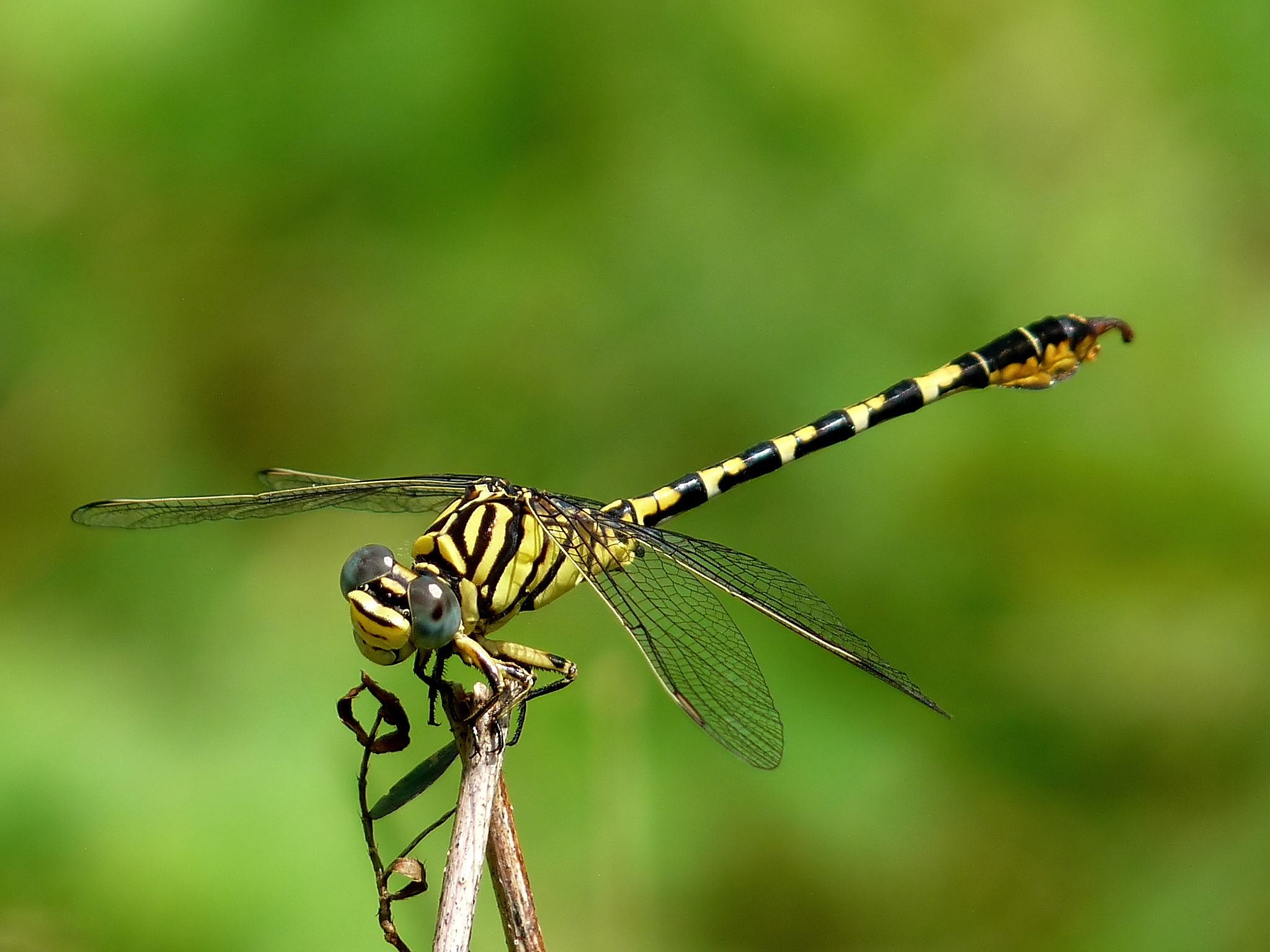
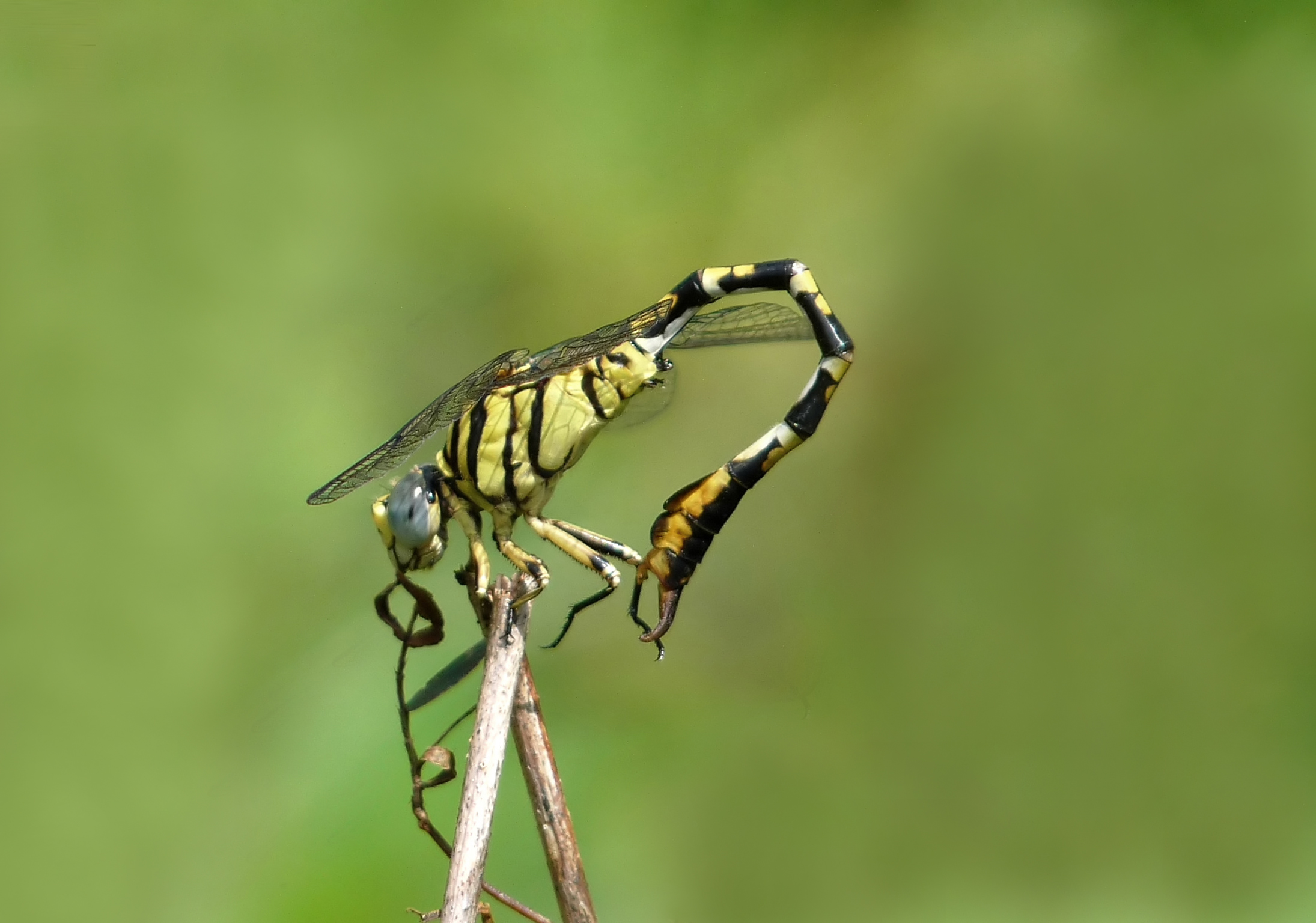